# やっぱりステーキ
やっぱりステーキは、沖縄県那覇市に本社を置く株式会社ディーズプランニングが展開しているステーキ専門の飲食店チェーンである。

## 略歴
2013年12月、義元大蔵は「やっぱりステーキ」の前身となる「沖縄そばの店そばよし」を沖縄県那覇市松山カクテルプラザ内に開業。
2015年2月、那覇市に『やっぱりステーキ』の1号店をオープン。開業時の店舗は3坪6席の規模だった。その後、居抜き物件を活用するなどローコストオペレーションの仕組みによって店舗展開を進め、競合するステーキチェーン『いきなり!ステーキ』が業績が悪化して店舗数が減少傾向にある一方で、『やっぱりステーキ』の店舗を着実に増やしてきた。『いきなり!ステーキ』と間違われることもあった。8月、那覇市に初の箱型店舗となる「やっぱりステーキ2nd」をオープン。沖縄の県民性とマッチして、“締めのステーキ”が注目され話題となる。全国ネットのTV局に取り上げられる。
2016年1月、義元は個人経営から「株式会社ディーズプランニング」を設立。6月、那覇市松山カクテルプラザ内にタッチパネル注文式時間無制限食べ飲み放題の居酒屋「やっぱり食べほ」オープン。
2017年3月、フランチャイズ第1号店となる「やっぱりステーキ石垣店」オープン。6月、飲食店を卒業し、初ののれん分け1号店となる「やっぱりステーキコザ十字路店」オープン。9月、沖縄県外初出店であり、県外フランチャイズ展開の足掛かりとなる大分県大分市に「やっぱりステーキセンタポルタ中央町店」オープン。
2018年4月「株式会社ディーズプランニング」の本店を那覇市牧志2丁目16番46号に移転。直営店で県外初出店となる宮城県仙台市に「やっぱりステーキ仙台一番町店」オープン。6月、沖縄県宮古島市に「やっぱりステーキ宮古店」オープン。唐揚げ業態の「やっぱりらぶ唐」オープン。9月、福岡県に初の「やっぱりステーキ」を出店。10月岐阜県、11月北海道、12月鹿児島県に初出店。
2019年2月愛知県、4月山口県、大阪府、8月三重県、10月静岡県に初出店。
2020年6月、全国51店舗目で初の東京へ初進出。各メディアに大きく取り上げられた。沖縄ちゃんぽんをメインにした新業態「やっぱりちゃん」をイーアス沖縄豊崎にオープン。11月徳島県、12月広島県に初出店。
2021年2月愛媛県、4月石川県、長野県、7月神奈川県に初出店。
2022年3月、「やっぱりステーキ」通算ステーキ販売数1,000万食を突破。達成を記念し、3カ月間「おかげさまで1000万食突破!!キャンペーン」を開催。8月京都府に初出店。
2022年7月、自身のYouTubeチャンネル「やっぱりチャンネル」を開設。
2023年7月、海外に初出店となるネパールに「ネパールチトワン店」オープン。8月オーストラリアに「シドニーリージェントプレイス店」オープン。

## やっぱりステーキの心得10カ条
店内の壁に貼られている。
1. 疲れている時に食べるべし
2. ストレスに勝ちたい時に食べるべし
3. 集中したい時に食べるべし
4. ダイエットの時に食べるべし
5. 筋肉をつけたい時に食べるべし
6. 若返りたい時に食べるべし
7. フラフラする時に食べるべし
8. 脳の健康のために食べるべし
9. 心の健康のために食べるべし
10. お酒の締めに食べるべし！